# Endeavour (yacht)
Pour les articles homonymes, voir Endeavour.
L’Endeavour est un voilier de la classe J qui porte le numéro J K 4.
Il fut construit en 1934 par les chantiers Camper & Nicholsons sur un plan de Charles Ernest Nicholson pour le compte de Thomas Sopwith,, fondateur de la Sopwith Aviation Company, qui le destinait à être un challenger de la Coupe de l'America.
L’Endeavour II sera construit deux ans plus tard. Son port d'attache était Cowes à l'île de Wight.

## Histoire

Guidon du RYS

Ce voilier exceptionnel des années 1930, qui appartenait au Royal Yacht Squadron du Royaume-Uni, ne put battre Rainbow en 1934. En effet, l'équipage de marins professionnels bien entraîné s'étant mis en grève avant le départ, les amateurs qui l'ont remplacé n'ont pas pu exploiter toutes ses ressources. Il ne put non plus dominer Ranger en 1937, malgré un potentiel exceptionnel, le defender américain ayant une conception plus récente.
L’Endeavour a été, malgré ses échecs successifs, souvent considéré comme le plus beau classe J jamais construit. À telle enseigne, une « réplique » (quoique très légèrement plus longue) le J-K 6 Hanuman, fut construite en 1989 aux Pays-Bas mais cette fois avec une coque en aluminium et un mât en carbone.
Utilisé comme auxiliaire maritime pendant la Seconde Guerre mondiale, il fut sauvé par un amoureux des voiliers qui put le conserver dans une vasière de la rivière Hamble au sud du Royaume-Uni en compagnie de Velsheda. Peint en gris (bateaux militaires oblige), il fut juste maintenu à flot et gardienné, le coût des réparations étant extrêmement élevé.
Racheté en 1984, en ruine, par Elizabeth Meyer (en), celle-ci a entrepris un projet de cinq ans pour sa reconstruction.
Le travail initial fut de veiller à ce que la coque soit suffisamment en bon état de navigabilité pour être remorqué au chantier naval Royal Huisman, en Hollande.
Ce dernier a conçu et installé des nouveaux équipements (gréement, moteur, générateur etc.) et refit l'intérieur dans un souci de luxe et de fidélité à l'origine .
Endeavour a repris la mer, le 22 juin 1989, pour la première fois en 52 ans.
Elizabeth Meyer a revendu Endeavour à L. Dennis Kozlowski pour 15 millions de dollars US en 2000.
Il a de nouveau été vendu en 2006 pour un montant estimé de 13 millions de dollars à un résident de Hawaï, Cassio Antunes.
Après sa reconstruction, il navigue essentiellement à la croisière et en 1999 il a rejoint Velsheda et Shamrock V pour participer à la régate Antigua Classics Yachts.